# Speicherproteine
Speicherproteine sind Proteine in einem Organismus, die eine Nahrungsmittelquelle für sein Wachstum darstellen (Reservestoff). Meist sind mit dem Begriff pflanzliche Proteine gemeint, die in großen Mengen in Samen gefunden werden und als Aminosäurequelle für die keimende Pflanze dienen. Im weiteren Sinn können auch Eisenspeicherproteine wie Ferritin als Speicherproteine bezeichnet werden. Pflanzliche Speicherproteine sind Proteingemische und können als Allergene für manche Menschen wirken.
Speicherproteine haben enorme landwirtschaftliche Bedeutung. Einerseits sind sie wichtige Proteine im Tierfutter vieler Tiere und gelangen über die Nahrungskette auch in die menschliche Ernährung. Andererseits dienen sie selbst als Nahrungsmittel für den Menschen.
Die Speicherproteine werden von der erwachsenen Pflanze entweder in Vakuolen oder frei im Zytosol der Nährgewebe-Zellen als unlösliche Kristalle (sogenanntes Aleuron) gesammelt. Gleichzeitig wird dem Nährgewebe Feuchtigkeit entzogen. Die Speicherproteine stehen daher erst wieder nach Anfeuchtung zur Verfügung: zu diesem Zeitpunkt ist der Same aber bereits von der Mutterpflanze getrennt und kann allein darauf zurückgreifen.
Eine nützliche Einteilung der pflanzlichen Speicherproteine ergibt sich aufgrund ihrer Löslichkeit in salzfreiem beziehungsweise salzhaltigem Wasser: Albumine und Globuline lösen sich gut, Prolamine nur in 60–80%igem Ethanol und Gluteline nur in Säure.